# Topolino e lo struzzo Oscar
Topolino e lo struzzo Oscar è una storia a fumetti a strisce giornaliere realizzata da Ted Osborne e da Floyd Gottfredson pubblicata sui quotidiani statunitensi nel 1936.

## Storia editoriale
Pubblicate per la prima volta negli Stati Uniti dall'8 gennaio 1936 al 10 marzo 1936, con il titolo originale 'Mickey Mouse and the Great Ostrich Race e' pubblicato in Italia in Topolino (giornale) dal n° 173 al n°184 editi dal 19 aprile 1936 al 5 luglio 1936.

## Trama
Topolino partecipa ad una corsa di animali vari galoppando in groppa allo struzzo Oscar piombato per sbaglio nella sua vita durante una gita in  macchina con Minni. Per colpa dello struzzo, Topolino, scambiato per il legittimo proprietario dell'animale, ne passa di tutti i colori e si trova nei guai e indebitato a causa dei disastri che provoca. Perciò decide di partecipare ad una buffa corsa, alla quale partecipano concorrenti con mezzi trainati da tutti gli animali più strani compresa una foca, nella speranza di vincerne il premio. Topolino vince la gara ma appare il vero proprietario di Oscar che reclama il premio ma dovrà quindi accollarsi anche tutti i danni causati da Oscar liberando Topolino da ogni incombenza.

## Curiosità
Pippo assume il nome definitivo di Goofy mentre in precedenza era apparso con il nome di Dippy oppure Dippy The Goof  e assume le fattezze finali di questo personaggio che diverrà, nel tempo, l'inseparabile amico e spalla di Topolino e sostituendo Orazio Cavezza che all'inizio era destinato a questo ruolo.